# 안승환
안승환(1995년 3월 14일 ~ )은 대한민국의 배우이다.

## 학력
- 구리고등학교
- 안양대학교 공연예술학과

## 출연작

### 드라마
- 《스위치 - 세상을 바꿔라》 (2018년, SBS) - 전인태 역
- 《모두의 연애》 (2017년, tvN) - 이승환 역
- 《크리미널 마인드》 (2017년, tvN) - 김태준 역
- 《바나나 액츄얼리 시즌 2》 (2016년, 웹드라마) - 승환 역
- 《바나나 액츄얼리》 (2015년, 웹드라마) - 태현 역
- 《황금 무지개》 (2013년, MBC) - 어린 김백원 친구 역

### 광고
| 연도 | 기업명       | 제품명                     | 종류                  |
| ---- | ------------ | -------------------------- | --------------------- |
| 2012 | 동아제약     | 박카스                     | 비타음료              |
| 2012 | 오리온       | 초코파이                   | 파이                  |
| 2014 | 듀오백코리아 | 듀오웨이브                 |                       |
| 2017 | 한국맥도날드 | 크리스피 오리엔탈 치킨버거 | 패스트푸드 프랜차이즈 |